# Balaives-et-Butz
Balaives-et-Butz és un municipi francès situat al departament de les Ardenes i a la regió del Gran Est. L'any 2007 tenia 231 habitants.

## Demografia

### Població
El 2007 la població de fet de Balaives-et-Butz era de 231 persones. Hi havia 86 famílies de les quals 20 eren unipersonals (8 homes vivint sols i 12 dones vivint soles), 19 parelles sense fills, 39 parelles amb fills i 8 famílies monoparentals amb fills.
La població ha evolucionat segons el següent gràfic:
Habitants censats

### Habitatges
El 2007 hi havia 92 habitatges, 87 eren l'habitatge principal de la família, 2 eren segones residències i 3 estaven desocupats. 90 eren cases i 1 era un apartament. Dels 87 habitatges principals, 79 estaven ocupats pels seus propietaris, 6 estaven llogats i ocupats pels llogaters i 3 estaven cedits a títol gratuït; 7 tenien tres cambres, 17 en tenien quatre i 64 en tenien cinc o més. 69 habitatges disposaven pel capbaix d'una plaça de pàrquing. A 31 habitatges hi havia un automòbil i a 51 n'hi havia dos o més.

### Piràmide de població
La piràmide de població per edats i sexe el 2009 era:
| Homes | Edats   | Dones |
| ----- | ------- | ----- |
| 0     | 95 o +  | 0     |
| 0     | 90 a 94 | 4     |
| 0     | 85 a 89 | 0     |
| 0     | 80 a 84 | 0     |
| 8     | 75 a 79 | 0     |
| 8     | 70 a 74 | 12    |
| 0     | 65 a 69 | 4     |
| 4     | 60 a 64 | 0     |
| 4     | 55 a 59 | 0     |
| 4     | 50 a 54 | 8     |
| 24    | 45 a 49 | 4     |
| 12    | 40 a 44 | 20    |
| 8     | 35 a 39 | 16    |
| 0     | 30 a 34 | 0     |
| 0     | 25 a 29 | 0     |
| 4     | 20 a 24 | 4     |
| 24    | 15 a 19 | 8     |
| 4     | 10 a 14 | 8     |
| 8     | 5 a 9   | 8     |
| 8     | 0 a 4   | 0     |

## Economia
El 2007 la població en edat de treballar era de 146 persones, 110 eren actives i 36 eren inactives. De les 110 persones actives 106 estaven ocupades (57 homes i 49 dones) i 4 estaven aturades (2 homes i 2 dones). De les 36 persones inactives 13 estaven jubilades, 17 estaven estudiant i 6 estaven classificades com a «altres inactius».

### Ingressos
El 2009 a Balaives-et-Butz hi havia 89 unitats fiscals que integraven 233 persones, la mediana anual d'ingressos fiscals per persona era de 19.039 €.

### Activitats econòmiques
Dels 5 establiments que hi havia el 2007, 1 era d'una empresa extractiva, 1 d'una empresa de construcció, 2 d'empreses de comerç i reparació d'automòbils i 1 d'una empresa classificada com a «altres activitats de serveis».
Dels 2 establiments de servei als particulars que hi havia el 2009, 1 era una fusteria i 1 perruqueria.
L'any 2000 a Balaives-et-Butz hi havia 5 explotacions agrícoles.

## Equipaments sanitaris i escolars
El 2009 hi havia una escola elemental integrada dins d'un grup escolar amb les comunes properes formant una escola dispersa.

## Poblacions més properes
El següent diagrama mostra les poblacions més properes.